# Trấn Tây Thành
Trấn Tây Thành (chữ Nho: 鎮西城, chữ Khmer: ត្រាន តាយ ថាញ់) là một Trấn của nước Đại Nam nhà Nguyễn giai đoạn 1835 đến 1841. Đây là vùng lãnh thổ thuộc Đông Nam Campuchia ngày nay.

## Bối cảnh

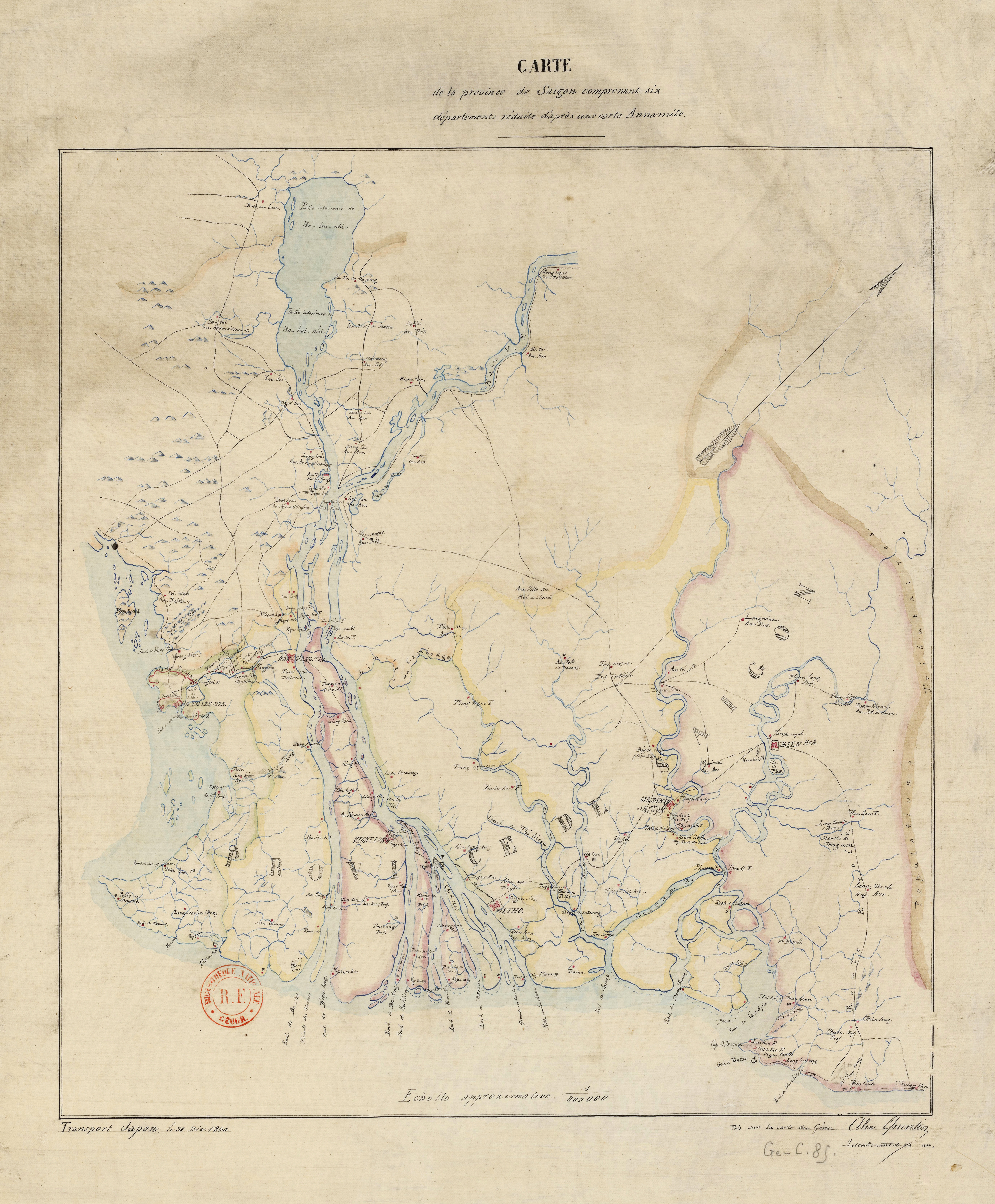
Cao Miên và Nam Kỳ Lục tỉnh năm 1860 (tên các địa danh phủ huyện của Cao Miên do nhà Nguyễn đặt được phiên âm qua tiếng Pháp): Nam Thái (An-tai F), Phù Nam (Phou-Nam), Nam Ninh (Nam-nigne), Lư An (Lou-an), La Kết (La-Kiet), Tầm Vu (Tam-vou), Nam Vang (Nora-Vang), Kỳ Tô (Ki-to), Long Tôn (Long-ton), Ngọc Bi (Ngoc-bai), Ý Dĩ (Yao-dzi), Hải Tây (Hai-tai), Hải Đông (Hai-dong), Bình Xiêm (Bigne-Xien), Phúc Lai (Pheuoc-laḯ), Chấn Tài (Kieng-tai), Biển Hồ (Ho-hai-nhi), Bát tầm bang (Bato-an boun).

Năm 1807, sau khi vua Gia Long lên ngôi, vua Chân Lạp là Ang Chan II (Nak Ong Chan, Nặc Chăn) xin thần phục triều đình Huế thay vì triều đình Xiêm như trước kia.
Sang triều Minh Mạng năm 1833, sau khi triều đình bắt tội Tổng trấn Lê Văn Duyệt, Lê Văn Khôi con nuôi ông dấy binh nổi loạn, chiếm giữ Thành Bát Quái (thuộc Sài Gòn ngày nay). Vì yếu thế, vài tháng sau Lê Văn Khôi cầu viện nước Xiêm; vua Xiêm Rama III bèn sai tướng Chao Phraya Bodin và Phraklang đem hàng ngàn quân thủy bộ, chia ra làm 5 đạo tiến đánh Gia Định. Đường thủy thì qua ngả Vịnh Thái Lan, đường bộ thì qua đất Chân Lạp, đồng thời thừa thế khống chế luôn Chân Lạp.
Vua Minh Mạng sai Trương Minh Giảng, Phan Văn Thúy đem quân vào dẹp loạn Lê Văn Khôi. Dựa vào thành cao hào sâu, quân Lê Văn Khôi cố thủ hữu hiệu, quan quân triều đình vây hãm suốt hai năm mới phá được thành vào tháng 9 năm 1835. Lê Văn Khôi đã bệnh chết trước đó, con ông và dư đảng bị bắt giết.
Trong khi đó, quân Xiêm đánh vào tỉnh An Giang (tháng 12, 1833), rồi tiến lên giao chiến ở rạch Củ Hủ. Trận ấy quân triều đình nhà Nguyễn thắng và phản công chiếm lại đồn Châu Đốc, tỉnh An Giang, thành Hà Tiên rồi cùng lực lượng quân Chân Lạp ngược dòng Cửu Long tiến chiếm lại thành Nam Vang. Quân Xiêm bại trận phải rút khỏi Chân Lạp; triều đình Huế bèn đưa Ang Chan II trở lại ngôi vua.
Đuổi được quân Xiêm, Trương Minh Giảng và Lê Đại Cương lập đồn Đại Nam ở gần Nam Vang để bảo hộ Chân Lạp. Việc cai trị trong nước Chân Lạp đều do quan Việt sắp đặt, còn triều thần Chân Lạp chỉ kiêm nhiệm việc nhỏ.
Cuối năm 1834, vua nước Chân Lạp là Ang Chan II mất mà lại không có con trai, quyền cai trị trong nước về cả mấy người phiên liêu là Trà Long (Chakrey Long) và La Kiên, vốn là người Chân Lạp nhưng nhận quan tước của triều đình Huế.
Năm 1835, Trương Minh Giảng tâu vua xin lập người con gái của Nặc Ông Chân là Ang Mey (Ngọc Vân) lên làm quận chúa, gọi là Chân Lạp quận chúa. Thực chất Ngọc Vân không có thực quyền.
Năm 1836, vua Minh Mạng cho đổi đất Chân Lạp thành Trấn Tây thành, chính thức sáp nhập vào Đại Nam. Ranh giới phía Tây Bắc của Trấn đến biển hồ Tonlé Sap.

## Nhà Nguyễn trực trị

### Quản lý hành chính
Trấn Tây Thành được chia ra làm 33 phủ và 2 huyện:
Triều đình Huế hủy bỏ tước hiệu quan chức bản xứ của Chân Lạp và áp dụng quan chế nhà Nguyễn. Lê Đại Cương (sau được thay bằng Dương Văn Phong) được cử làm Tham tán đại thần, đặt một tướng quân, 4 chánh phó lãnh binh, cắt đặt các chức hiệp tán, đề đốc, lang trung, viên ngoại lang, giáo thụ, huấn đạo. Ở các chỗ yếu hiểm, lại đặt chức tuyên phủ, an phủ để phòng ngự.
Năm 1840, nhà vua sai Lê Văn Đức làm khâm sai đại thần, Doãn Uẩn làm phó và cùng với Trương Minh Giảng để kinh lý mọi việc ở Trấn Tây Thành, khám xét việc buôn bán, đo đạc ruộng đất, định lại thuế đinh, thuế thuyền bè buôn bán dưới sông.
Vua Minh Mạng đã cho lệnh tổng kê dân đinh nước Chân Lạp, vừa bị sáp nhập vào lãnh thổ Đại Nam thì có 970.516 người, đang khi đó thì ruộng đất lên đến 4.036.892 mẫu.

### Quan hệ với người bản địa
Khi nhà Nguyễn chiếm được Nam Vang, lập Ang Chan II làm vua Chân Lạp thì mấy anh em là Ang Snguon, Ang Em, Ang Duong bỏ thành chạy theo quân Xiêm sang lưu vong ở Vọng Các. Xiêm triều lợi dụng yếu tố đó tìm cách đưa họ về Chân Lạp tranh ngôi vua với Ang Chan và khôi phục ảnh hưởng của Xiêm La.
Trong khi đó ở Trấn Tây, nhà Nguyễn phong tước hiệu cho ba người con gái của Ang Chan II:
- Ang Pen (Ngọc Biện 玉卞, Brhat Anak Angga Ang Baen) (1809-1840) làm Lư An[6] huyện quân;
- Ang Mey (Ngọc Vân 玉雲, Samdach Brhat Anak Angga Mei Khieu) (1815-1874?) làm Cao Miên quận chúa, nối ngôi vua cha;
- Ang Snguon (Ngọc Nguyên 玉源) (1829-1875) làm Tạp Ninh[7] huyện quân;
- Ang Pou (Ngọc Thu 玉秋, Samdach Brhat Maha Uparajini Puyani) (1822-1878) làm Thâu Trung[8] huyện quân.

Năm 1839, Ang Em và Ang Duong đem 9.000 dân Khmer cùng 70 chiếc thuyền từ Battambang (vùng Xiêm chiếm đóng) về Trấn Tây (vùng Đại Nam cai quản), định xin triều đình nhà Nguyễn cho kế vị Ang Chan làm vua nhưng bị Trương Minh Giảng bắt. Triều đình cho giải Ang Em về Gia Định xét hỏi rồi đưa ra Huế giam.
Đến năm 1840, Trà Long (Chakrey Long), Nhân Vu (Yumreach Hu) và La Kiên đến Huế mừng thọ vua Minh Mạng thì lại bị nhà vua hạch tội, bắt giam và đày ra Bắc Kỳ. Còn ở Trấn Tây thì Tham tán Dương Văn Phong khép cho Ngọc Biện (Ang Baen), chị của Ngọc Vân quận chúa, tội mưu phản với ý định trốn sang Xiêm, phải xử tử. Sau đó Trương Minh Giảng bắt Ngọc Vân và hai em gái là Ngọc Thu và Ngọc Nguyên về Gia Định giam lỏng ở đó. Các quan lại người Việt sang Trấn Tây Thành thì không ít kẻ lại làm nhiều chuyện trái phép lạm quyền, lạm thế và nhũng nhiễu dân tình.
Với thái độ tự đắc và miệt thị triều thần Chân Lạp gây nhiều bất mãn trong dân chúng, việc cai trị Trấn Tây càng ngày càng khó. Người Chân Lạp có cớ nổi loạn đánh phá khắp nơi, chống lại chính sách Việt hóa của triều đình Huế. Em trai Ang Chan là Ang Duong nhân đó dấy binh, lại được người Xiêm hậu thuẫn để can thiệp nội bộ Chân Lạp, nên quan quân ở Trấn Tây luôn phải đánh dẹp hao tổn nhiều binh lực.
Năm 1840, mấy vạn quân Xiêm kéo vào đóng ở U Đông (Oudong), vua Minh Mạng sai tướng Phạm văn Điển và Nguyễn Tiến Lâm mang quân lên đối phó nhưng không phá được.
Tới đời vua Thiệu Trị mới phát hiện ra là Ngọc Biện bị oan. Ngoài ra, cuối đời Minh Mạng (1840), quyền lĩnh Tuần phủ Hà Tiên là Lê Quang Huyên bắt được thư của người Chân Lạp nói về việc họ bị Trấn Tây Tướng quân [Trương Minh Giảng] chèn ép và phái viên đo ruộng nhũng nhiễu về việc mua vàng. Họ cũng không chấp nhận việc Trấn Tây Tướng quân [Trương Minh Giảng] đòi cưới quận chúa Ngọc Vân [Ang Mey] làm vợ.

### Triệt thoái khỏi Trấn Tây
Việc chiếm đóng Trấn Tây Thành cùng với chính sách cai trị mất lòng dân Chân Lạp của triều đình Huế là một gánh nặng cho đất nước, từ binh sĩ đến lương nhu đều hao thiệt.
Tân Sửu, Thiệu Trị năm thứ nhất [1841], mùa hạ, tháng 4, triều đình cho triệt bỏ các đồn bảo ở phủ Quảng Biên và huyện Khai Biên.
Triều đình sau đó bàn bạc tình hình Trấn Tây: quân Nguyễn đóng ở thành Trấn Tây đã lâu, bị quân Xiêm, Chân Lạp vây hãm. Nặc Ong Yểm và Ngọc Vân được cho về nước chiêu dụ người Chân Lạp nhưng không đạt được kết quả gì. Các quan ở Trấn Tây xin cho rút về An Giang. Các quan trong triều (Tạ Quang Cự, Trương Đăng Quế, ...) cũng đồng tình: "Chi bằng hãy tạm rút quân về An Giang, để cho vững mạnh bờ cõi căn bản của ta. Rồi sau sẽ nhân thời thế mà làm, đợi cơ hội mà hành động là hơn cả. Duy có, trong khi rút quân về, bọn Kinh lược, Tướng quân phải trấn tĩnh, chia quan quân đóng giữ các nơi, chọn đất cho bọn tên Yểm, Ngọc Vân, Ngọc Thu, Ngọc Nguyên cùng là nhân dân người Kinh và người Thổ được ở yên. Còn như các thớt voi nếu không đưa về được thì cho đem mổ thịt để khao quân lính”." 
Tháng 9 năm 1841, vua Thiệu Trị thuận theo, truyền cho quan quân Đại Nam rút quân về giữ An Giang.
Lợi dụng tình huống bỏ ngỏ Chân Lạp, vua Xiêm đưa Ang Duong lên làm vua Chân Lạp. Chiến sự kéo dài khi quân Việt và quân Xiêm tiếp tục giao chiến từ năm 1841 đến 1845. Năm 1845, triều đình Huế và Vọng Các thỏa hiệp cùng bảo hộ xứ Chân Lạp và nhận triều cống của Ang Duong.

## Danh sách địa danh
| Phủ huyện thuộc Trấn Tây Thành | Phủ huyện thuộc Trấn Tây Thành | Phủ huyện thuộc Trấn Tây Thành                       |
| Tên Việt                       | Chữ Hán                        | Địa danh tương ứng ngày nay                          |
| ------------------------------ | ------------------------------ | ---------------------------------------------------- |
| Nam Vang                       | 南榮                           | Phnôm Pênh                                           |
| Kỳ Tô/Thời Tô (Thời Thâu)      | 其蘇/辰蘇 (辰萩)               | Srey Santhor, tỉnh Kandal                            |
| Tầm Đôn (Tầm Giun)             | 尋敦 (尋惇)                    | giáp đất Gia Định, có lẽ là Romdoul, tỉnh Svay Rieng |
| Tuy Lạp (Xui Rạp, Lôi Lạp)     | 綏臘                           | giáp đất Gia Định, có lẽ là vùng mỏ vẹt Svay Rieng   |
| Ba Nam (Ba Cầu Nam)            | 巴南 (巴求南)                  | Peam Ro, Peam Mean Chey, tỉnh Prey Veng              |
| Ba Lai (Ba Lầy)                | 巴來 (巴淶)                    | Baray, tỉnh Kampong Thom                             |
| Bình Xiêm (Bông Xiêm)          | 平暹 (凡暹)                    | Kampong Siem, tỉnh Kampong Cham                      |
| Kha Bát (Lợi Ỷ Bát)            | 哥捌 (利椅捌)                  | Prey Kabbas, tỉnh Takeo                              |
| Lô Viên (Lô Yêm, Lư An)        | 爐圓 (盧淹, 閭安)              | phía tây Phnôm Pênh, Lvea Aem, tỉnh Kandal           |
| Hải Đông (Bông Xui)            | 海東 (楓吹)                    | Kampong Svay, tỉnh Kampong Thom                      |
| Kim Trường                     | 金長                           | giáp An Giang                                        |
| Thâu Trung (Phủ Trung)         | 輸忠 (中府)                    |                                                      |
| Ca Âu (Ca Khu)                 | 歌謳 (歌塸)                    |                                                      |
| Vọng Vân (Trung Hà)            | 望雲 (中河)                    |                                                      |
| Hà Bình                        | 河平                           |                                                      |
| Trưng Lai (Trưng Lệ)           | 徵來 (征例)                    |                                                      |
| Sơn Phủ                        | 山甫                           |                                                      |
| Sơn Bốc                        | 山卜                           | Sambour                                              |
| Tầm Vu (Mạt Tầm Vu)            | 尋於 (末尋於)                  | Tây nam Phnôm Pênh, tỉnh Kampong Speu                |
| Khai Biên                      | 開邊                           | vùng duyên hải tỉnh Koh Kong                         |
| Hải Tây (Phủ Lật)              | 海西 (撫栗)                    | Pursat                                               |
| Kha Lâm (Ca Rừng)              | 哥林 (柯棱)                    | giáp đất Gia Định                                    |
| Thê Lạp                        | 梯笠                           |                                                      |
| Cẩm Bài                        | 錦牌                           |                                                      |
| Lô Việt                        | 爐越                           | Lovek, tỉnh Kampong Chhnang                          |
| Long Tôn                       | 龍樽                           | phía bắc Phnôm Pênh                                  |
| Quảng Biên                     | 廣邊                           | Kampot                                               |
| Hóa Di (Ba Di)                 | 化夷 (巴夷)                    |                                                      |
| Chân Tài (Chân Lệ)             | 真才 (真例)                    | đông bắc Phnôm Pênh về mạn Kampong Cham              |
| Ý Dĩ (Phủ Phủ)                 | 薏苡                           | phía bắc Kampong Chhnang                             |
| Chân Thành (Chân Thiêm)        | 真誠 (真占)                    | huyện Hà Dương, An Giang                             |
| Mật Luật (Ngọc Luật)           | 密律 (玉律)                    | huyện Tây Xuyên, An Giang                            |
| Ô Môn                          | 烏門                           | huyện Phong Phú, An Giang                            |
| huyện Cẩn Chế                  | 芹制                           | Cần Ché                                              |
| huyện Cẩn Đô                   | 芹漇                           | Kanhchor (Prek Chamlak) phía nam Cần Ché             |